# The Chronological Classics: Fletcher Henderson and His Orchestra 1934-1937
| Recensione | Giudizio |
| ---------- | -------- |
| AllMusic   | [ 1 ]    |

The Chronological Classics: Fletcher Henderson and His Orchestra 1934-1937 è una raccolta su CD del pianista e bandleader jazz statunitense Fletcher Henderson, pubblicato dall'etichetta discografica francese Classics Records nel 1990.

## Tracce
1. Wild Party – 2:58 (Will Hudson) – Registrato il 25 settembre 1934 a New York
2. Rug Cutter's Swing – 2:57 (Horace Henderson) – Registrato il 25 settembre 1934 a New York
3. Hotter Than 'Ell – 2:47 (Horace Henderson) – Registrato il 25 settembre 1934 a New York
4. Liza (All the Clouds'll Roll Away) – 2:35 (Gus Kahn, Ira Gershwin, George Gershwin) – Registrato il 25 settembre 1934 a New York
5. Christopher Columbus – 3:01 (Andy Razaf, Chu Berry) – Registrato il 27 marzo 1936 a Chicago, Illinois
6. Big Chief De Sota – 2:55 (Andy Razaf, Arbeld (Fernando Arbello)) – Registrato il 27 marzo 1936 a Chicago, Illinois
7. Blue Lou – 3:06 (Irving Mills, Edgar Sampson) – Registrato il 27 marzo 1936 a Chicago, Illinois
8. Stealin' Apples – 2:55 (Andy Razaf, Fats Waller) – Registrato il 27 marzo 1936 a Chicago, Illinois
9. I'm a Fool for Loving You – 2:36 (Sam M. Lewis, Pete Wendling) – Registrato il 9 aprile 1936 a Chicago, Illinois
10. Moonrise on the Lowlands – 2:41 (Al J. Neiburg, Jerry Levinson) – Registrato il 9 aprile 1936 a Chicago, Illinois
11. I'll Always Be in Love with You – 3:01 (Herman Ruby, Bud Green, Sam Stept) – Registrato il 9 aprile 1936 a Chicago, Illinois
12. Jangled Nerves – 2:33 (Fletcher Henderson, Roger Moore) – Registrato il 9 aprile 1936 a Chicago, Illinois
13. Where There's You There's Me – 2:26 (Maurice Sigler, Al Goodhart, Al Hoffman) – Registrato il 23 maggio 1936 a Chicago, Illinois
14. Do You or Don't You Love Me? – 3:00 (Sid Nesbitt, Ed Small) – Registrato il 23 maggio 1936 a Chicago, Illinois
15. Grand Terrace Rhythm – 2:42 (Fletcher Henderson) – Registrato il 23 maggio 1936 a Chicago, Illinois
16. Riffin' – 2:21 (Fletcher Henderson) – Registrato il 23 maggio 1936 a Chicago, Illinois
17. Mary Had a Little Lamb – 2:46 (Tradizionale) – Registrato il 23 maggio 1936 a Chicago, Illinois
18. Shoe Shine Boy – 3:31 (Sammy Cahn, Saul Chaplin) – Registrato il 4 agosto 1936 a Chicago, Illinois
19. Sing, Sing, Sing – 2:31 (Louis Prima) – Registrato il 4 agosto 1936 a Chicago, Illinois
20. Until Today – 2:31 (Benny Davis, Oscar Levant, J. Fred Coots) – Registrato il 4 agosto 1936 a Chicago, Illinois
21. Knock, Knock, Who's There? – 2:55 (Jimmy Tyson, Bill Davis, Vincent Lopez, Johnny Morris) – Registrato il 4 agosto 1936 a Chicago, Illinois
22. Jim Town Blues – 2:43 (Charlie Davis, Fred Rose) – Registrato il 4 agosto 1936 a Chicago, Illinois
23. You Can Depend on Me – 3:24 (Louis Dunlap, Charles Carpenter, Earl Hines) – Registrato il 4 agosto 1936 a Chicago, Illinois
24. What Will I Tell My Heart? – 3:26 (Peter Tinturin, Jack Lawrence) – Registrato il 2 marzo 1937 a New York

## Musicisti
Wild Party / Rug Cutter's Swing / Hotter Than 'Ell / Liza (All the Clouds'll Roll Away)

(Fletcher Henderson and His Orchestra)
- Fletcher Henderson - direttore orchestra
- Fletcher Henderson - pianoforte (eccetto nel brano: Wild Party)
- Horace Henderson - arrangiamenti (brani: Rug Cutter's Swing e Hotter Than 'Ell'; in dubbio nel brano Wild Party)
- Horace Henderson - pianoforte (brani: Wild Party e Liza (All the Clouds'll Roll Away))
- Russell Smith - tromba
- Irving Randolph - tromba
- Henry Allen - tromba
- Claude Jones - trombone
- Keg Johnson - trombone
- Buster Bailey - clarinetto
- Russell Procope - sassofono alto
- Hilton Jefferson - sassofono alto
- Ben Webster - sassofono tenore
- Benny Carter - sassofono alto (brano: Liza (All the Clouds'll Roll Away) e possibile anche negli altri brani)
- Lawrence Lucie - chitarra
- Elmer James - contrabbasso
- Walter Johnson - batteria

Christopher Columbus / Big Chief De Sota / Blue Lou / Stealin' Apples
- Fletcher Henderson - direttore orchestra, arrangiamenti
- Fletcher Henderson - pianoforte (solo nel brano: Stealin' Apples)
- Horace Henderson - pianoforte (brani: Christopher Columbus, Big Chief De Sota e Blue Lou)
- Horace Henderson - arrangiamenti (brani: Christopher Columbus e Blue Lou)
- Dick Vance - tromba
- Dick Vance - arrangiamento (brano: Big Chief De Sota)
- Joe Thomas - tromba
- Roy Eldridge - tromba
- Fernando Arbello - trombone
- Ed Cuffee - trombone
- Buster Bailey - clarinetto, sassofono alto
- Scoops Carey - sassofono alto
- Elmer Williams - sassofono tenore
- Chu Berry - sassofono tenore
- Bob Lessey - chitarra
- John Kirby - contrabbasso
- Sidney Catlett - batteria

I'm a Fool for Loving You / Moonrise on the Lowlands / I'll Always Be in Love with You / Jangled Nerves
- Fletcher Henderson - direttore orchestra
- Fletcher Henderson - arrangiamenti (brani: I'm a Fool for Loving You (non certo), I'll Always Be in Love with You e Jangled Nerves (non certo))
- Fletcher Henderson - pianoforte (brano: I'll Always Be in Love with You)
- Horace Henderson - pianoforte (brani: I'm a Fool for Loving You, Moonrise on the Lowlands e Jangled Nerves)
- Horace Henderson - arrangiamenti (brani: Moonrise on the Lowlands (non certo) e Jangled Nerves (non certo))
- Dick Vance - tromba
- Dick Vance - arrangiamenti (brani: I'm a Fool for Loving You (non certo) e Moonrise on the Lowlands (non certo))
- Joe Thomas - tromba
- Roy Eldridge - tromba
- Fernando Arbello - trombone
- Ed Cuffee - trombone
- Buster Bailey - clarinetto, sassofono alto
- Omer Simoen - clarinetto, sassofono alto
- Elmer Williams - sassofono tenore
- Chu Berry - sassofono tenore
- Bob Lessey - chitarra
- Israel Crosby - contrabbasso
- Sidney Catlett - batteria
- Roger Moore - arrangiamento (brano: Jangled Nerves (non certo))

Where There's You There's Me / Do You or Don't You Love Me? / Grand Terrace Rhythm / Riffin / Mary Had a Little Lamb
- Fletcher Henderson - direttore orchestra, pianoforte
- Fletcher Henderson - arrangiamenti (brani: Grand Terrace Rhythm (non certo), Riffin' (non certo) e Mary Had a Little Lamb (non certo))
- Horace Henderson - arrangiamenti (brani: Where There's You There's Me, Do You or Don't You Love Me? (non certo), Grand Terrace Rhythm (non certo) e Riffin' (non certo))
- Dick Vance - tromba
- Dick Vance - arrangiamento (brano: Mary Had a Little Lamb (non certo))
- Joe Thomas - tromba
- Roy Eldridge - tromba
- Fernando Arbello - trombone
- Ed Cuffee - trombone
- Buster Bailey - clarinetto, sassofono alto
- Jerome Pasquall - clarinetto, sassofono alto
- Elmer Williams - sassofono tenore
- Chu Berry - sassofono tenore
- Bob Lessey - chitarra
- Israel Crosby - contrabbasso
- Sidney Catlett - batteria
- Teddy Lewsi - voce (brani: Where There's You There's Me e Do You or Don't You Love Me?)
- Spud Murphy - arrangiamento (brano: Do You or Don't You Love Me? (non certo))

Shoe Shine Boy / Sing, Sing, Sing / Until Today / Knock, Knock Who's There? / Jim Town Blues / You Can Depend on Me
- Fletcher Henderson - direttore orchestra, pianoforte
- Fletcher Henderson - arrangiamenti (brani: Jim Town Blues (non certo) e You Can Depend on Me)
- Horace Henderson - arrangiamenti (brani: Sing, Sing, Sing, Until Today (non certo), Knock, Knock Who's There?, Jim Town Blues (non certo))
- Dick Vance - tromba
- Dick Vance - arrangiamenti (brano: Knock, Knock Who's There? (non certo))
- Dick Vance - voce (brano: You Can Depend on Me)
- Joe Thomas - tromba
- Roy Eldridge - tromba
- Roy Eldridge - voce (brano: Shoe Shine Boy e Knock, Knock Who's There?)
- Fernando Arbello - trombone
- Ed Cuffee - trombone
- Ed Cuffee - voce (brano: Knock, Knock Who's There?)
- Buster Bailey - clarinetto, sassofono alto
- Jerome Pasquall - clarinetto, sassofono alto
- Elmer Williams - doppio clarinetto basso, sassofono baritono
- Chu Berry - doppio clarinetto basso, sassofono baritono
- Bob Lessey - chitarra
- Israel Crosby - contrabbasso
- Sidney Catlett - batteria
- Arthur Lee Georgia Boy Simpkins - voce (brano: Sing, Sing, Sing)
- Spud Murphy - arrangiamento (non certo, brano Sing, Sing, Sing)
- Spud Murphy - arrangiamento (non certo, Until Today)
- L.J. Russell - arrangiamento (brano: Shoe Shine Boy)

What Will I Tell My Heart?
- Fletcher Henderson - pianoforte, arrangiamento, direttore orchestra
- Dick Vance - tromba
- Russell Smith - tromba
- Emmett Berry - tromba
- George Washington - trombone
- Ed Cuffee - trombone
- J.C. Higginbotham - trombone
- Jerry Blake - clarinetto, sassofono alto, voce, arrangiamento
- Hilton Jefferson - arrangiamento
- Elmer Williams - sassofono tenore
- Chu Berry - sassofono tenore
- Lawrence Lucie - chitarra
- Israel Crosby - contrabbasso
- Walter Johnson - batteria
- Dorothy Derrick - voce[2]